# Rhyacia electra
Rhyacia electra är en fjärilsart som beskrevs av Otto Staudinger 1888. Rhyacia electra ingår i släktet Rhyacia och familjen nattflyn. Inga underarter finns listade.